# Scolitantides orithyia
Scolitantides orithyia är en fjärilsart som beskrevs av Grum-grshimailo 1891. Scolitantides orithyia ingår i släktet Scolitantides och familjen juvelvingar. Inga underarter finns listade.